# Oratemnus samoanus
Oratemnus samoanus är en spindeldjursart som beskrevs av Beier 1932. Oratemnus samoanus ingår i släktet Oratemnus och familjen Atemnidae.

## Underarter
Arten delas in i följande underarter:
- O. s. samoanus
- O. s. whartoni